# Vladímir Nàrbut
Vladímir Ivànovitx Nàrbut, rus: Влади́мир Ива́нович На́рбут, 14 d'abril [C.J. 2 d'abril] de 1888, Narbútivka, gubèrnia de Txernígov, llavors Imperi Rus, actualment Ucraïna - 14 d'abril de 1938, Kolimà, URSS) fou un poeta acmeista i crític literari rus d'origen ucraïnès, germà de l'artista i dissenyador gràfic ucraïnès Heorhi Nàrbut.

## Biografia
Pertanyia a una antiga família principesca amb arrels lituanes. Va ser el segon de nou fills de la família.
El 1906, Vladímir i el seu germà Heorhi (el pintor i dissenyador gràfic Heorhi Nàrbut) es van traslladar a Sant Petersburg, on Vladímir va estudiar matemàtiques i llengües orientals. Els poemes de Nàrbut es van dur per primer cop a la impremta el 1908 i, dos anys més tard, va publicar la seva primera col·lecció de versos, titulada Stikhi. God tvortxestva pervi, rus: Стихи. Год творчества первый ("Poemes, any u de la creativitat"). La seva segona col·lecció, Al·liluia, rus: Аллилуйя ("Al·leluia" 1912) -farcit d'"imatges grotesques i vives" segons el manual de la literatura russa —satiritzava la noblesa terratinent, i les còpies van ser confiscades per la policia com a pornogràfiques.
A l'octubre de 1912, per evitar un judici per l'escandalosa col·lecció "Al·leluia", amb l'ajut de Nikolai Gumiliov, es va unir a l'expedició etnogràfica de cinc mesos per Etiòpia i Somàlia. Va tornar a Rússia després de l'amnistia declarada amb motiu del 300 aniversari de la dinastia Romànov al març de 1913. Va assumir la publicació i edició de la revista Novi Jurnal Dlia Vsekh rus: Новый Журнал Для Всех, però després de dos mesos, embolicat en assumptes financers, va vendre els drets a la revista i aviat va marxar cap a casa. Durant els anys de la guerra, de tant en tant, publicà a periòdics locals i de la capital.
El 1917 es va unir als socialrevolucionaris d'esquerra, després de la Revolució de Febrer va entrar al consell de Glukhovski, inclinat cap als bolxevics.
El gener de 1918, la família de Nàrbut fou atacada a casa seva per un destacament de "partisans" rojos que cercaven "terratinents i oficials". Al mateix temps, el germà de Vladímir, Serguei, un oficial que havia tornat recentment del front, va ser assassinat. Vladímir Narbut va rebre quatre ferides de bala, i posteriorment se li hagué d'amputar la mà esquerra en un hospital local. Quan es va descobrir que el literat greument ferit era membre del Partit Bolxevic, els atacants van visitar l'hospital i li van portar "disculpes".
A la primavera de 1918 va ser enviat a Vorónej per organitzar la premsa bolxevic; a més, el 1918-1919. va publicar la revista "no partidista" Sirena. El 1919 va viure a Kíev, on va participar en la publicació de les revistes Zori, Krasnii ofitser i Solntse truda. Va romandre a la ciutat després que fos ocupada pels blancs; poseteriorment, a través de territoris controlats pels blancs, va passar per Iekaterinoslav a Rostov del Don, on el 8 d'octubre de 1919 va ser arrestat per la contraintel·ligència blanca com a editor comunista i membre del comitè executiu regional de Vorónej. En contraintel·ligència, va declarar que admetia l'odi als bolxevics i va explicar la seva cooperació amb el govern soviètic a la manca de diners, la por i la desesperació. Posteriorment, aquest reconeixement va caure a les mans de la Txekà i molts anys més tard, el 1928, es va utilitzar com a prova comprometedora contra Nàrbut. Alliberat durant una incursió de la cavalleria roja, es va unir de nou oficialment al Partit Comunista.
A la dècada del 1920, va editar les revistes Lava i Oblava a Odessa i va publicar altres col·leccions dels seus propis versos, incloent Aleksandra Pavlovna (1922), la darrera que va aparèixer en la seva vida. El 1928 va ser acusat de no dir la veritat sobre el seu empresonament pels blancs i va ser expulsat del Partit Comunista. Va començar a escriure poesia de nou en la dècada de 1930 i es va publicar una altra col·lecció, titulada Spiral, quan va ser arrestat el 26 d'octubre de 1936 sota l'acusació de promoure "el nacionalisme burgès ucraïnès". Va ser condemnat a cinc anys al Gulag. A la tardor, Nàrbut va ser traslladat a un camp de trànsit prop de Vladivostok, i a Magadan al novembre.
Les circumstàncies de la seva mort i la seva data són incertes. Fou executat sumàriament sumàriament el 1938 o es va ofegar amb un grup de presoners en una barcassa a la Badia de Nagàiev, al Mar d'Okhotsk (segons Nadejda Mandelstam). Durant molt de temps, aquesta informació no es va poder verificar pel fet que, durant la rehabilitació, a l'octubre de 1956, es va expedir un certificat als familiars de Nàrbut amb una data de mort deliberadament falsificada: el 15 de novembre de 1944.